# Syzygium rhizophorum
Syzygium rhizophorum är en myrtenväxtart som först beskrevs av Jacob Gijsbert Boerlage och Koord.-schum., och fick sitt nu gällande namn av Rafaël Herman Anna Govaerts. Syzygium rhizophorum ingår i släktet Syzygium och familjen myrtenväxter.
Artens utbredningsområde är Sumatera. Inga underarter finns listade i Catalogue of Life.